# Tommi Pinta
Tommi Pinta (Jyväskylä, 8 aprile 1987) è un ex cestista e giocatore di football americano finlandese che gioca come tight end per gli Helsinki Roosters.
Prima di giocare a football americano è stato un giocatore di pallacanestro della massima divisione e ha partecipato alla SM-koris 2003-2004.
Nel 2005 ha cambiato sport, giocando per diverse squadre finlandesi di football americano e per i tedeschi New Yorker Lions, oltre a passare 4 stagioni presso il Missouri Valley College.